# Дмитриев, Пётр Георгиевич
Пётр Георгиевич Дмитриев (род. 1974) — российский пианист, музыкальный деятель. Заслуженный артист России (2006).

## Биография
Родился в семье профессиональных музыкантов в Москве. Отец — Георгий Петрович Дмитриев — российский композитор.
В 7 лет юный музыкант был принят в Центральную музыкальную школу при Московской консерватории в класс педагога А. А. Бакулова. Этому предшествовали почти двухгодичные занятия музыкой с А. Д. Артоболевской и А. С. Сумбатян. В 8 лет дебютировал с оркестром, исполнив фа-минорный Концерт Баха, а вскоре — концерты Гайдна (Ре-мажор) и Бетховена (До-мажор). С этого момента и начинается концертная деятельность музыканта.
В 1992 году П. Г. Дмитриев поступает в Московскую государственную консерваторию в класс профессора Л. Н. Наумова.
В 1995 году Петр Дмитриев побеждает (Первая премия и золотая медаль) на VI международном конкурсе пианистов в Токио. После этого началась его мировая музыкальная карьера.
В 1998 году Дмитриев окончил МГК у профессора Наумова, а в 2000-м — ассистентуру-стажировку у него же.